# Robert Woods
Robert Woods (Gardena, 10 aprile 1992) è un giocatore di football americano statunitense che milita nel ruolo di wide receiver per gli Houston Texans della National Football League (NFL).

## Carriera professionistica

### Buffalo Bills
Al college Woods giocò a football con gli USC Trojans venendo premiato come All-American. Considerato uno dei migliori wide receiver selezionabili nel Draft NFL 2013, fu scelto nel corso del secondo giro (41º assoluto) dai Buffalo Bills. Debuttò come professionista nella settimana 1 contro i New England Patriots ricevendo un passaggio da touchdown da 18 yard da EJ Manuel. Il secondo TD lo segnò nella vittoria della settimana 4 sui Baltimore Ravens, in cui guidò i Bills con 80 yard ricevute. Woods tornò a segnare nella settimana 15 contro i Jacksonville Jaguars, guidando la sua squadra con 82 yard ricevute. La sua stagione da rookie si concluse con 587 yard ricevute e 3 touchdown in 14 presenze, tutte come titolare.
Nella settimana 12 della stagione 2014, Woods segnò uno spettacolare touchdown con una ricezione a una mano (il suo terzo stagionale) e guidò i suoi con 9 ricezioni per 118 nella vittoria per 38-3 sui Jets. La sua annata si chiuse con 65 ricezioni per 699 yard (secondo in squadra) e 5 marcature, disputando tutte le 16 partite, tutte tranne una come titolare.

### Los Angeles Rams
Il 9 febbraio 2017, Woods firmò un contratto quinquennale del valore di 39 milioni di dollari con i Los Angeles Rams. Nei playoff 2018, i Rams batterono i Cowboys e i Saints, qualificandosi per il loro primo Super Bowl dal 2001, perso contro i New England Patriots..
Nell'undicesimo turno della stagione 2020 Woods fece registrare 12 ricezioni per 130 yard e un touchdown nella vittoria contro i Tampa Bay Buccaneers nel Monday Night Football, venendo premiato come giocatore offensivo della NFC della settimana.

### Tennessee Titans
Il 19 marzo 2022 passò ai Tennessee Titans in cambio di una scelta al sesto giro del Draft NFL 2023.

### Houston Texans
Il 10 marzo 2023 Woods firmò un contratto biennale con gli Houston Texans.

## Palmarès

### Franchigia
- Super Bowl : 1

Los Angeles Rams: LVI
- National Football Conference Championship: 2

Los Angeles Rams: 2018, 2021

### Individuale
- Giocatore offensivo della NFC della settimana: 1

11ª del 2020